# Intelec Holdings
Intelec Holdings, SA é uma holding moçambicana fundada em 1997 e que actua nos ramos de Energia, Telecomunicações, Agricultura, Têxtil, Finanças, Construção e Infra-estruturas, Recursos Minerais, Publicidade, Turismo. Detém desde 2007 o selo Made In Mozambique, autenticação legal que promove e protege marcas moçambicanas. 
Em 2013,  foi considerada a 11ª maior empresa de Moçambique no ranking das 100 maiores empresas e uma das 5 maiores na ordem de capitais próprios na 15ª edição da KPMG. 

## Empresas
Em Moçambique
- Eletrotec
- Gigawatt
- Self Energy
- Aberdare
- MGC (Matola Gas Company).
- Vodacom
- Comserv
- Questcomm
- Agromz
- MCM
- Moçambique Capitais
- Banco Único
- Mopetco
- CMH

Internacional
- Intelec Hodings Portugal (sub holding para a Europa) com participações na Universo dos Sabores  (Turismo e Restauração) e Kyron (Consultoria)
- Intelec  South  Africa (sub-holding para a Africa do Sul)